# Mediu Löwenstein-Jensen

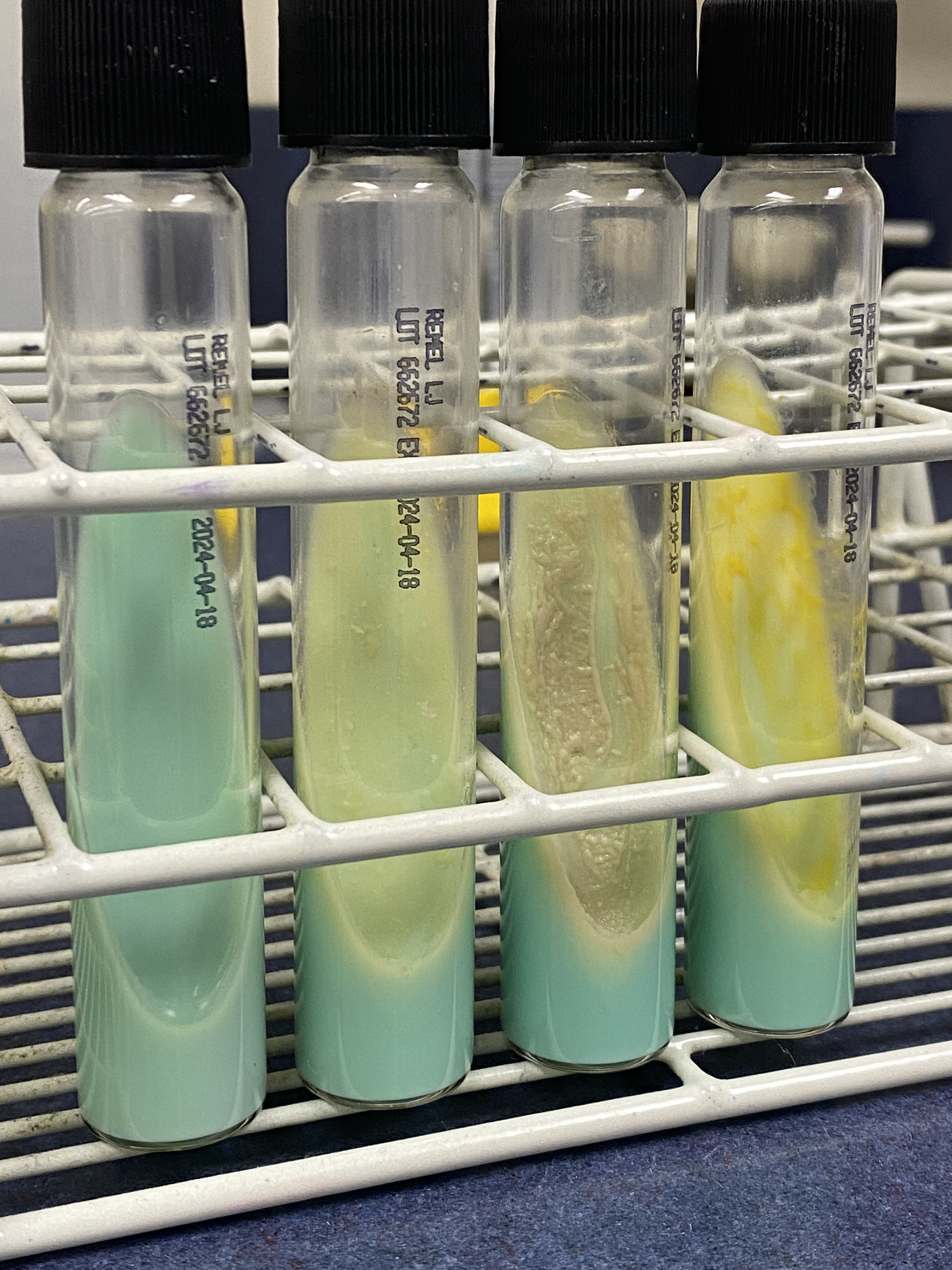
Exemple de medii Löwenstein-Jensen: spre stânga:
- Control negativ
- Mycobacterium tuberculosis: colonii cafenii deschise
- Mycobacterium avium complex: colonii cafenii, rugoase
- Mycobacterium gordonae: colonii galbene

Mediul Löwenstein–Jensen sau mediul LJ este un mediu de cultură utilizat în special pentru a cultiva speciile bacteriene aparținând genului Mycobacterium, cu precădere Mycobacterium tuberculosis (bacilul Koch).
Este denumit după patologul austriac Ernst Löwenstein⁠(d) (1878–1950) și medicul danez Kai Adolf Jensen⁠(d) (16.7.1894-2.5.1971).

## Compoziție
Compoziția mediului LJ aplicabil pentru cultivarea M. tuberculosis este:
- Verde malachit
- Glicerină
- Asparagină
- Amidon de porumb
- Ouă coagulate
- Soluție de săruri minerale:
  - Dihidrogenofosfat de potasiu
  - Sulfat de magneziu
  - Citrat de sodiu